# 日光二荒山神社
日光二荒山神社是一座矗立在日本栃木縣日光市山内的神社，正式名稱叫做二荒山神社（ふたらさんじんじゃ）。但為了跟宇都宮市內的二荒山神社區別，故通常會加上地名，稱為「日光二荒山神社」。

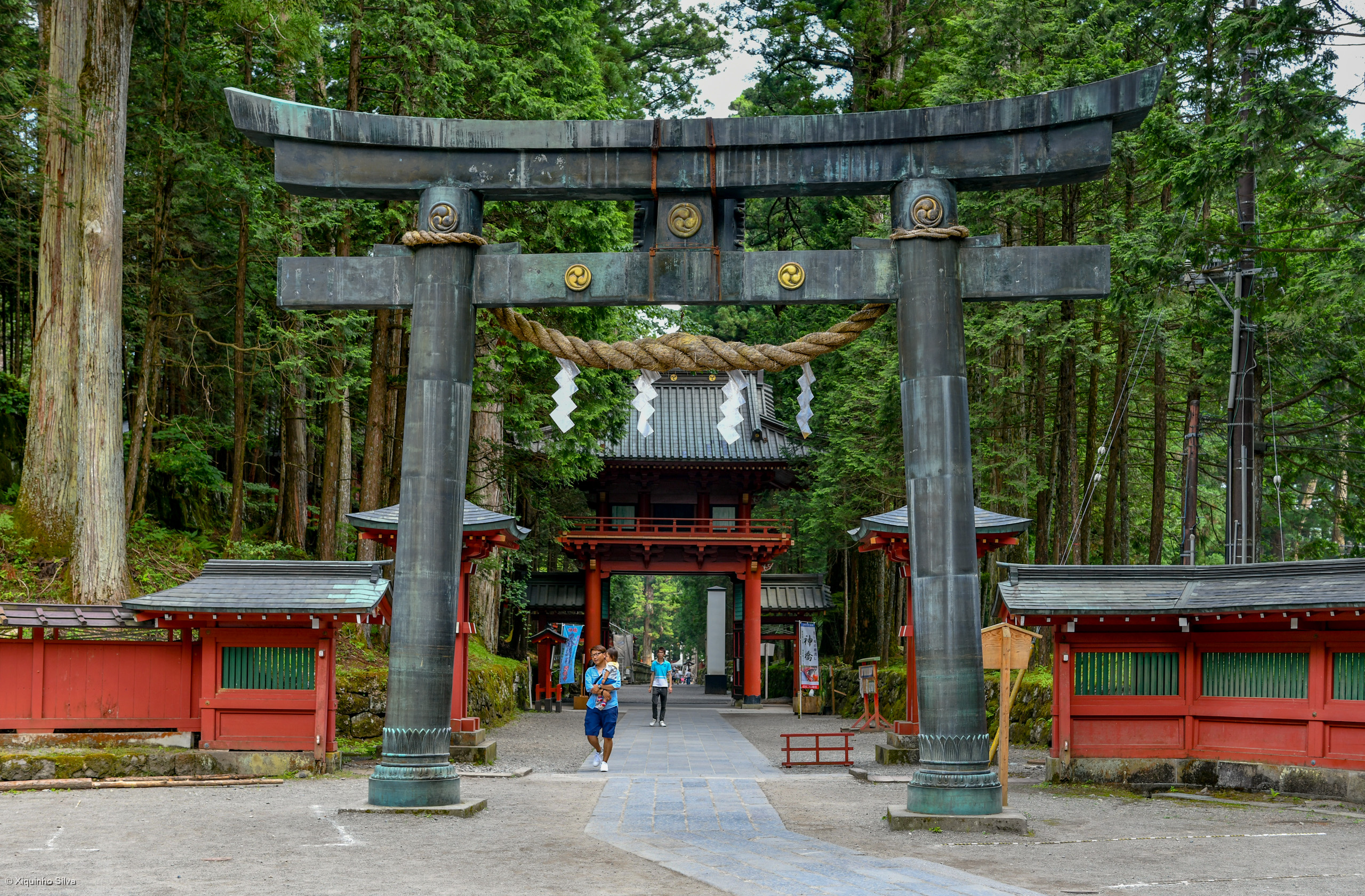
唐銅鳥居

## 歷史
該神社創建於神護景雲元年（767年），神社建築構造的樣式為以石材為地基木製結構的「權現造」樣式。其主要祭拜的神明為日光的三個山神：大己貴命、田心姬命、味耜高彥根命，合稱二荒山大神（836年被賜予「正五位下」的神階，869年又被賜予「正二位」的神階）。由於神社與與日光東照宮相鄰，並同樣坐落於日光連山山麓，依據日本神道教與佛教融合所衍生出的「本地垂跡說」指出，日光連山中的男體山的山神為「大己貴命」，也代表「千手觀音」；女峰山的山神為「田心姬命」，也代表「阿彌陀如來」；至於太郎山的山神則是「味耜高彥根命」，也代表「馬頭觀音」。例行大典日為每年4月17日，也是德川家康的忌日。
另外在男體山山頂另有二荒山神社的奧宮（建於782年），主要祭祀山神大己貴命；二荒山神社前方為本宮神社（建於808年），祭祀山神味耜高彦根命；二荒山神社後方則是瀧尾神社（建於820年），祭祀山神田心姬命。二荒山神社前有夫妻樹與親子樹，傳說可庇祐夫妻感情與親子關係。面對神社左後方為「二荒靈泉」，泉水清澈，當地傳說飲用後可庇祐平安。

## 設施

### 境內外社
二荒山神社附近還有下列神社，也可供參觀或參加祭祀：
- 朋友神社：祭祀少名彦名命，又名「毘古那神」、「少彦名神」、「少御神」，在日本神話中為醫藥與咒術的發明神祇。
- 大國殿
- 日枝神社：祭祀大山咋命，別名「山末之大主神（やますえのおおぬしのかみ）」；江戸時代為德川家的氏神，明治以降則是皇居的鎮守之神。
- 中宮祠
- 稻荷社
- 小真名子山神社
- 大真名子山神社
- 北野神社
- 太郎山神社：祭祀味耜高彥根命。

日光二荒山神社面積達3,400公頃，在日本所有神社中僅次於伊勢神宮；該社以日光的神社與寺院的一部分而於1999年（平成11年）12月被列入世界遺產名單之列。

## 二荒山神社例行祭典日期
- 武射祭、蟇目式（ひきめしき）神事（1月4日）
- 開山祭（5月5日）
- 彌生祭（4月13日 - 4月17日；4月17日的例行大典也包含在這段期間）
- 登拜祭（7月30日 - 8月8日）
- 日光連山登拜祭（8月下旬）
- 仲秋登拜祭（9月21日）
- 閉山祭（10月25日）

## 關連項目
- 世界遺產
- 日光的神社與寺院
- 宇都宮二荒山神社

## 外部連結
- 日光二荒山神社 （页面存档备份，存于）（官方網站）
- 日光二荒山神社（栃木縣神社廳）